# Edward Herrmann (aktor)
Edward Kirk Herrmann (ur. 21 lipca 1943 w Waszyngtonie, zm. 31 grudnia 2014 w Nowym Jorku) – amerykański aktor, reżyser teatralny, scenarzysta i komik, najbardziej znany z telewizyjnej roli Franklina D. Roosevelta i Richarda Gilmore, ojca Lorelai (Lauren Graham) i dziadka Rory (Alexis Bledel) w serialu The CW Kochane kłopoty (Gilmore Girls). Był wszechobecnym narratorem programów historycznych na kanale History oraz w produkcjach PBS. Absolwent Bucknell University (1965) i London Academy of Music and Dramatic Art (1968–1969) dzięki stypendium Programu Fulbrighta. W 1976 otrzymał Tony Award za rolę Franka Gardnera w przedstawieniu George’a Bernarda Shawa Profesja pani Warren wystawionym na Broadwayu.

## Filmografia

### Filmy
- 1971: Mortadela jako policjant
- 1973: W pogoni za papierkiem jako Thomas Craig Anderson
- 1974: Wielki Gatsby jako Klipspringer
- 1975: Wielki Waldo Pepper jako Ezra Stiles
- 1978: Betsy jako Dan Weyman
- 1981: Czerwoni jako Max Eastman
- 1982: Annie jako Franklin D. Roosevelt
- 1984: Pani Soffel jako Warden Peter Soffel
- 1985: Purpurowa róża z Kairu jako Henry
- 1987: Straceni chłopcy jako Max
- 1987: Dama za burtą jako Grant Stayton III
- 1988: Bliźnięta nie do pary jako Graham Sherbourne
- 1992: Przypadkowy bohater jako pan Broadman
- 1994: Nie wkładaj palca między drzwi (TV) jako pan Kilroy
- 1994: Richie milioner jako Richard Rich, Sr.
- 1995: Nixon jako Nelson Rockefeller
- 1998: Adwokat
- 2001: Niefortunna zamiana jako Charles Allsworth
- 2003: Okrucieństwo nie do przyjęcia jako Rex Rexroth
- 2004: Witamy w Mooseport jako Avery Hightower
- 2004: Aviator jako Joseph Breen
- 2006: Obcy krewni jako Doug Clayton
- 2006: Dziesięcioro przykazań (TV) jako narrator
- 2006: Dziewczyna z fabryki jako James Townsend
- 2006: Weselna gorączka jako Lyle
- 2007: Chyba kocham swoją żonę jako pan Landis
- 2009: Sześć żon i jeden pogrzeb jako
- 2011: Bucky Larson: Urodzony gwiazdor jako Jeremiah Larson
- 2013: Wilk z Wall Street jako reklama Stratton Oakmont (głos)
- 2014: Miasteczko, które bało się zmierzchu jako wielebny Cartwright

### Seriale TV
- 1980: M*A*S*H jako kpt. Steven J. Newsome
- 1987: Alfred Hitchcock przedstawia jako dr Maxwell Stoddard / Litton
- 1995: Prawo i porządek jako Drew Seely
- 1995: Skrzydła jako Y.M. Burg
- 1997–1998, 2001: Kancelaria adwokacka jako Anderson Pearson
- 1999: Prawo i porządek jako pan Mosbeck
- 1999: Obywatel Welles
- 2000–2001, 2003: Oz jako Harrison Beecher
- 2000–2007: Kochane kłopoty jako Richard Gilmore
- 2003: Jordan w akcji jako kapitan Thomas Malden
- 2007: Chirurdzy jako dr Norman Shales
- 2008: Rockefeller Plaza 30 jako Walter
- 2009: O, kurczę! jako dyrektor Fred Daly (głos)
- 2009: Prawo i porządek jako Frederic Matson
- 2010–2013: Żona idealna jako Lionel Deerfield
- 2011: We dwoje raźniej jako sędzia
- 2011: Jej Szerokość Afrodyta jako wielebny Phillips
- 2012: Amerykański tata jako starzec (głos)
- 2013: CSI: Kryminalne zagadki Las Vegas jako pan Vogel
- 2013: Jak poznałem waszą matkę jako wielebny Lowell
- 2014: The Black Box jako dr Reynaud
- 2015: Pułapki umysłu jako Jack Pierce
- 2016: Amerykański tata jako radny (głos)

### Gry komputerowe
- 2004: Men of Valor jako narrator